# Partyzánský pluk Ludvíka Svobody
Jednotku partyzánský pluk Ludvíka Svobody sestavil z místních odbojářů na Chrudimsku velitel výsadku Jan Kozina poručík Vasil Kiš, poté co se rozešel v listopadu 1944 se svojí původní jednotkou na českomoravské vrchovině. Oddíl operoval v prostoru Chrudim-Nasavrky-Luže-Přelouč, částečně i na Pardubicku. Bojové akce zahájil destrukcemi a postupně se rozrostl na velmi početnou jednotku, která během květnového povstání významněji zasáhla do otevřených bojů. Do konce války měl pluk 604 členů a vykázal 40 diverzních a 6 bojových akcí, zničil 16 vlakových cisteren s pohonnými hmotami a v květnových bojích způsobil nepříteli ztráty 1 113 padlých a 3 053 zajatých. Vlastní ztráty 26 padlých a 12 zajatých/zatčených (1 popravený) lze považovat za velmi nízké. Největší úspěch pluku představovalo vyřazení semtínské továrny z provozu od 1. dubna do konce války.